# Paraxurama

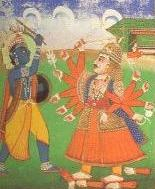
Parashurama cortando dos braços do rei Cartaviria Arjuna

Paraxurama (Parashurama) foi, na mitologia hindu, a sexta encarnação (avatar) de Vixnu, na forma de um brâmane guerreiro, um exterminador da casta dos xátrias.

## História
Para vingar a morte de seu pai, morto injustamente por representantes da casta dos guerreiros (xátrias), Paraxurama, dotado de um poder sobre-humano e armado de um machado, destruiu vinte e uma vezes toda a casta dos guerreiros. Só deteve a sua carnificina ante a uma encarnação de Vixnu como Kshatriya e tida como infinitamente mais poderosa que Parashurama, a encarnação de Rama.